# Areios (König von Teuthrania)
Areios (altgriechisch Ἄρειος Áreios) ist in der griechischen Mythologie König von Teuthrania im westlichen Teil des antiken Mysien.
Er ist einzig durch eine Erwähnung bei Pausanias bekannt. Demnach wurde Areios von Pergamos, der in Begleitung seiner Mutter mit einer Heerschar nach Kleinasien gezogen war, im Zweikampf um das Königreich getötet. Dem Hauptort Teuthrania gab Pergamos anschließend seinen Namen. Seither wird die Stadt Pergamon genannt.